# Ullattijärvet (Gällivare socken, Lappland, 745002-176345)
Ullattijärvet är en sjö i Gällivare kommun i Lappland och ingår i Kalixälvens huvudavrinningsområde.